# Ukraine aux Jeux olympiques d'hiver de 2002
L'Ukraine participe aux Jeux olympiques d'hiver de 2002 à Salt Lake City. 

## Athlètes engagés
La délégation ukrainienne  se compose de soixante-huit dont quarante-six hommes et vingt-deux femmes athlètes repartis dans onze disciplines sportives.